# Juan Miguel Echevarría
Juan Miguel Echevarría (Camagüey; 11 de agosto de 1998) es un atleta de nacionalidad cubana. Su especialidad es el salto de longitud, y en su carrera deportiva ha logrado una medalla de oro en campeonatos mundiales de pista cubierta, una medalla de bronce en  campeonatos mundiales, un título panamericano y una medalla de plata olímpica.

## Trayectoria deportiva
Inició en la práctica del atletismo a la edad de diez años en la escuela primaria de su ciudad natal, Camagüey. Por sus aptitudes atléticas ingresó a la Escuela de Iniciación Deportiva, y en el 2015, a la edad de 16 años, logró sobrepasar los 8 m con una marca de 8,05 m en La Habana. Ese mismo año tomó parte del mundial sub-18 de Cali, en el que se ubicó en la cuarta posición de la final (7,69 m).
En 2016 asistió al campeonato mundial sub-20 de Bydgoszcz donde fue quinto con un registro de 7,78 m, y en 2017 debutó en el campeonato mundial, celebrado en Londres, en el que no pasó de la etapa de clasificación habiendo sido su mejor marca la de 7,86 m. Tras la experiencia, pasó a ser dirigido por el entrenador Daniel Osorio.
En 2018 su ascenso a la élite del atletismo mundial fue fulgurante. En marzo debutó en el campeonato mundial en pista cubierta de Birmingham al que llegó sin ser el favorito para ocupar el podio. Sin embargo, y con la presencia del sudafricano Luvo Manyonga, campeón mundial al aire libre en 2017, el cubano se puso en liza por las medallas al pasar adelante de sus contendientes en la cuarta ronda de saltos con un registro de 8,36 m. Manyonga respondió con una marca de 8,44 m; pero en su quinta oportunidad Echevarría se adjudicó un salto de 8,46 m que fue el definitivo para consagrarse como el campeón mundial más joven en pista cubierta en una prueba de campo, a sus 19 años y 203 días cumplidos.
Los éxitos del atleta no pararon allí. El 31 de mayo inició su participación en la Liga de Diamante en la ciudad de Roma, en la que se ubicó en la segunda posición de la prueba tras Manyonga quien saltó 8,58 m por 8,53 m del cubano. Su próxima parada era Estocolmo el día 10 de junio. En una reunión atlética en la que su objetivo era sobrepasar los 8,50 m, Echevarría, en efecto, tomó el mando del concurso con esa marca en su cuarto intento, mientras el estadounidense Jeff Henderson no pudo acercase en su penúltimo salto con un registro de 8,39 m. Para cerrar su participación, en su sexta oportunidad, Echevarría hizo un salto superlativo de 8,83 m, la marca más larga en veintitrés años. Pese a que no era elegible como un registro oficial por haber sobrepasado el límite de viento favorable de +2,0 m/s (al momento del salto era de +2,1 m/s), el mundo del atletismo elogió la nueva hazaña del salto de longitud.
Tres días después ratificó su buen momento con una victoria en la reunión de Ostrava donde obtuvo un salto de 8,66 m (+1,0 m/s), nuevo récord personal. Dicho registro fue superado el 30 de junio en la ciudad alemana de Bad Langensalza con un salto de 8,68 m (+1,7 m/s ). Sin embargo, debido a una lesión no pudo asistir a los Juegos Centroamericanos y del Caribe de Barranquilla.
Para la temporada del año 2019, Echevarría inició con otra marca extraordinaria: en la Copa Cuba de  La Habana saltó 8,92 m el día 11 de marzo, pero con un viento a favor de +3,3 m/s. Para mayo debutó en la Liga de Diamante con un segundo puesto y registro de 8,12 (+2,3 m/s), pero de ahí en adelante se adjudicó los primeros lugares en Rabat (8,15 m), Ostrava (8,32 m) y Lausana (8,32 m), y culminó con su primer Trofeo de diamante en Zúrich con un salto de 8,65 m, nuevo récord de la competición. Este triunfo fue antes de su primera aparición en Juegos Panamericanos donde partía como favorito. En Lima, sede del evento, se llevó la medalla de oro con un salto de 8,27 m por delante del jamaicano Tajay Gayle (8,17 m).
La última cita de la temporada era el campeonato mundial de Doha, donde también tenía las predicciones a su favor para el primer puesto. Sin embargo, fue el jamaicano Tajay Gayle quien se colgó la medalla de oro contra todos los pronósticos con un salto de 8,69 m, por delante de Jeff Henderson (8,39 m) y Echevarría (8,34 m).

## Marcas personales
| Prueba                             | Marca Viento      | Lugar                 | Fecha      |
| ---------------------------------- | ----------------- | --------------------- | ---------- |
| Salto de longitud                  | 8,68 m (+1,7 m/s) | Bad Langensalza (GER) | 30/06/2018 |
| Salto de longitud                  | 8,92 m (+3,3 m/s) | La Habana (CUB)       | 11/03/2019 |
| Salto de longitud (pista cubierta) | 8,46 m            | Birmingham (GBR)      | 02/03/2018 |